# 科斯坦扎·科孔切利
科斯坦扎·科孔切利（義大利語：Costanza Cocconcelli，2002年1月26日—），意大利男子游泳运动员，2019年世界青年锦标赛混合4×100米自由泳接力铜牌得主、2022年世界短池锦标赛混合4×50米混合泳接力银牌得主。